# Camilla Madsen
Camilla Askebjerg Madsen (* 24. Oktober 1993 in Fredericia, Dänemark) ist eine ehemalige dänische Handballspielerin, die mittlerweile als Trainerin tätig ist.

## Karriere

### Im Verein
Camilla Madsen spielte bis zum Jahr 2013 in ihrem Geburtsort bei Fredericia HK. Anschließend wechselte die Rückraumspielerin zum dänischen Erstligisten Vejen EH. Nachdem der Verein ein Jahr später Konkurs gegangen war, schloss sie sich dem dänischen Zweitligisten Horsens HK an. Zur Saison 2015/16 kehrte sie zum Fredericia HK zurück. Im Sommer 2017 wechselte Madsen erneut zum Horsens HK. Mit Horsens stieg sie 2019 in die höchste dänische Spielklasse auf. In der Spielzeit 2019/20 erzielte sie 46 Treffer in 23 Erstligaspielen. Madsen unterschrieb im Sommer 2021 einen Vertrag beim deutschen Bundesligisten SV Union Halle-Neustadt. Nach einem Jahr verließ Madsen den Verein. Nachdem Madsen anschließend aufgrund ihrer Schwangerschaft pausiert hatte, schloss sie sich im Sommer 2023 dem dänischen Zweitligisten Hadsten Håndbold an. Nachdem Hadsten Håndbold am Saisonende 2023/24 abgestiegen war, übernahm sie das Traineramt.

### In Auswahlmannschaften
Madsen lief anfangs für die dänische Jugendnationalmannschaft auf. Bei den Olympischen Jugend-Sommerspielen 2010 errang sie mit dieser Auswahlmannschaft die Goldmedaille. Ein Jahr später gewann sie mit der dänischen Juniorinnennationalmannschaft die Europameisterschaft.